# Cour carrée

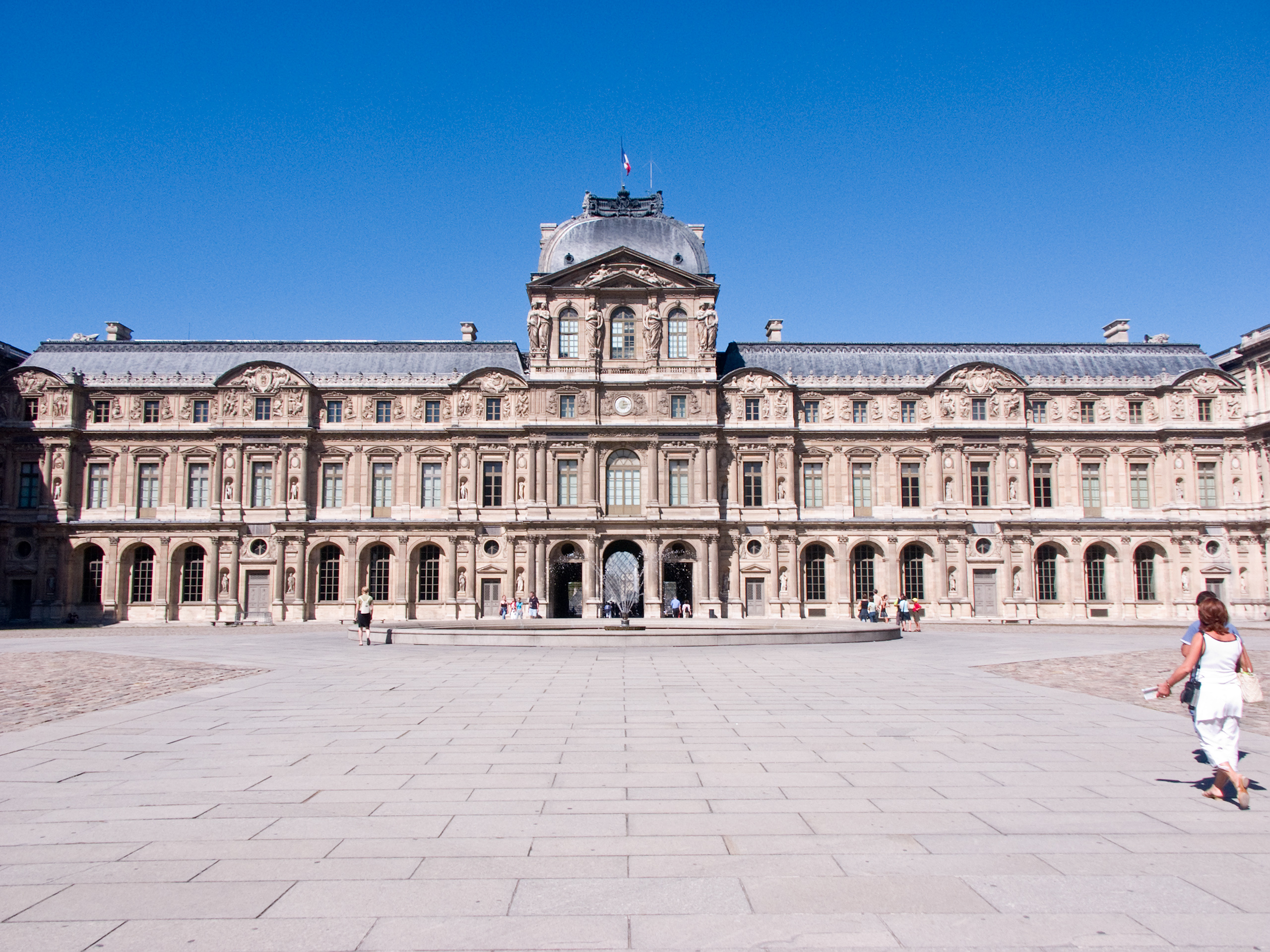
Západní strana nádvoří: křídlo Lescot, Pavillon de l'Horloge a křídlo Lemercier.

Cour carrée [kúr karré], česky Čtvercové nádvoří, je největší nádvoří pařížského paláce Louvre.

## Historie
V letech 1190–1215 nechal francouzský král Filip II. August postavit kolem Paříže nové hradby, aby uchránil město před vpádem Angličanů. Pro zlepšení tohoto opevnění nechal na západní straně postavil hrad Louvre, mohutnou pevnost se čtyřmi vysokými stěnami chráněnými zatopenými příkopy, věžemi a donjonem. S nárůstem obyvatelstva se posléze Paříž rozšířila i mimo tyto hradby. Karel V. proto v polovině 14. století nechal hradby rozšířit o tyto nové čtvrti a hrad Louvre se tak ocitl uprostřed města. Ztratil tím výrazně svůj vojenský význam a král přestavěl hrad na pohodlnější sídlo.
Po porážce u Pavie (1525) strávil král František I. dva roky v zajetí v Itálii a ve Španělsku. Po svém návratu do vlasti se rozhodl přebudovat starý hrad Louvre na renesanční palác podobný těm, které viděl během svého zajetí. V roce 1528 byl za pouhé čtyři měsíce odstraněn donjon a jeho příkopy a v uvolněných prostorech vzniklo nádvoří zámku. V roce 1546 král pověřil architekta Pierra Lescota a sochaře Jeana Goujona jeho úpravami. Jindřich II. pokračoval během své vlády (1547-1559) ve stavební činnosti svého otce. Západní zeď byla stržena a v letech 1546–1549 byla přestavěna na renesanční palác stejné délky: dnešní křídlo Lescot. Zde se konala svatba Jindřicha IV. před Bartolomějskou nocí, dne 16. října 1658 zde poprvé vystoupil Molière před Ludvíkem XIV.
Jindřich II. nechal zbořit a přestavět jižní stěnu (1553–1556) vytvořením královského pavilonu. V této fázi byla budova velmi různorodá, protože dvě strany byly paláce renesančního typu a zbývající dvě tvořily středověký hrad s hradbami, cimbuřím a věžemi.
Královna Kateřina Medicejská upřednostnila spíš výstavbu svého Tuilerijského paláce a Jindřich IV. upřednostnil výstavbu galerie, která spojovala Louvre a Tuileries.
Teprve Ludvík XIII. nechal strhnout severní zeď hradu (1624), čímž vzniklo křídlo Lescot. Nebylo snadné integrovat tuto část do nádvoří, neboť stavba byla dvojnásob delší. Architekt Jacques Lemercier proto protáhl toto křídlo na sever: dnešní křídlo Lemercier (1636). A mezi oběma křídly postavil pavilon – dnešní pavilon Sully.
Ludvík XIV. nechal zbořit východní stěnu. Tyto práce řídil architekt Louis Le Vau. Zdi byly jednoduše zbourány a příkopy zasypány. Jejich základy zůstaly nedotčené. Byly odhaleny v 19. století (1866) a během realizace projektu Grand Louvre se staly součástí Louvre médievale. Ludvík XIV. zdvojnásobil délku jižního křídla a postavil severní křídlo. Tři ze stran Cour carrée byly dokončeny, zbývalo vybudovat východní křídlo. To bylo významné, protože vedlo směrem k městu. Měl zde vzniknout nový hlavní vstup do Louvru. Král se v roce 1665 rozhodl vybudovat na vnější fasádě východní strany Louvru kolonádu. Realizací byli pověřeni Claude Perrault a Louis Le Vau. Práce se natáhly, protože musely být vykoupeny pozemky a domy před budoucí kolonádou, aby nerušily pohled. Navíc král upřednostňoval od roku 1674 zámek ve Versailles. Ludvík XIV. se také roku 1670 rozhodl zdvojnásobit šířku jižního křídla. Ale tato část jižního křídla byla dokončena až o století později. Po přesunu dvora do Versailles sloužily nedokončené stavby k ubytování umělců.
Ludvík XVIII. nechal palác Louvre opravit.

Plán nádvoří (horní, severní křídlo je obráceno k Rue de Rivoli, dolní, jižní, k řece)

## Popis
Budovy kolem nádvoří jsou z každé strany dlouhé zhruba 160 metrů. Jedná se o osm křídel a osm pavilonů, která mají vlastní označení:
- na severu: pavillon de Beauvais, pavillon de Marengo
- na východě: pavillon nord-est, pavillon central (též pavillon Saint-Germain-l'Auxerrois)
- na jihu: pavillon sud-est, pavillon des Arts
- na západě: pavillon du Roi, pavillon Sully (bývalý pavillon de l’Horloge), přičemž křídla pavillonu Sully mají vlastní označení:
  - křídlo Lescot, postavené v letech 1546–1558, vlevo
  - křídlo Lemercier, postavené v roce 1639, vpravo

Přestože výstavba všech budov probíhala po dobu 250 let, celek působí velmi jednolitě. Přízemí a obě patra mají velká okna, basreliéfy, sochy v nikách. Panovníci zanechali své monogramy na těch částech, které nechali zbudovat – Jindřich II., Karel IX., Jindřich IV., Ludvík XIII. a Ludvík XIV. Z republikánského období pochází kohout ve frontonu na středním pavilonu východního křídla.
V centru nádvoří se nachází fontána.

## Galerie

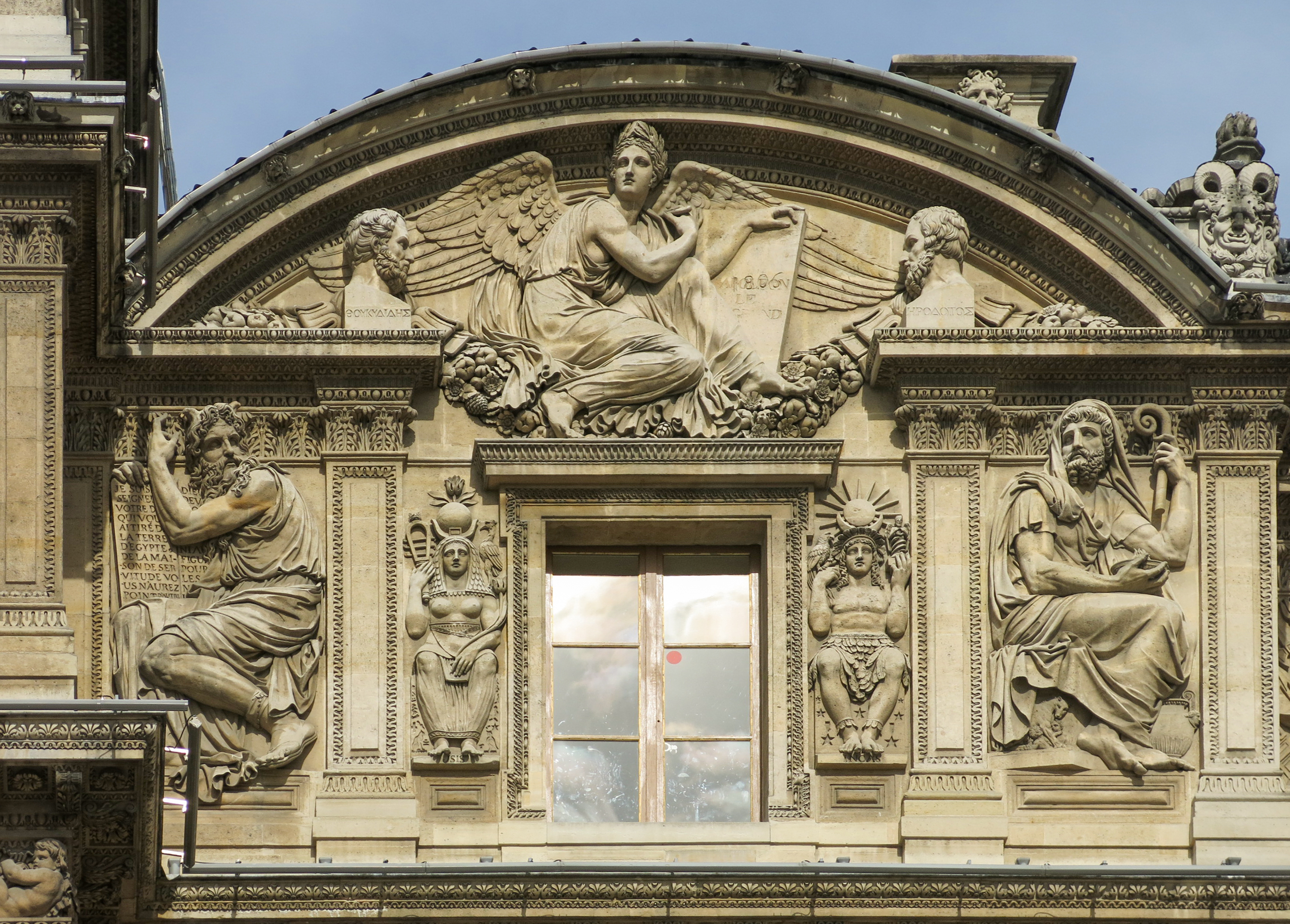
Výzdoba pavilonu Horloge
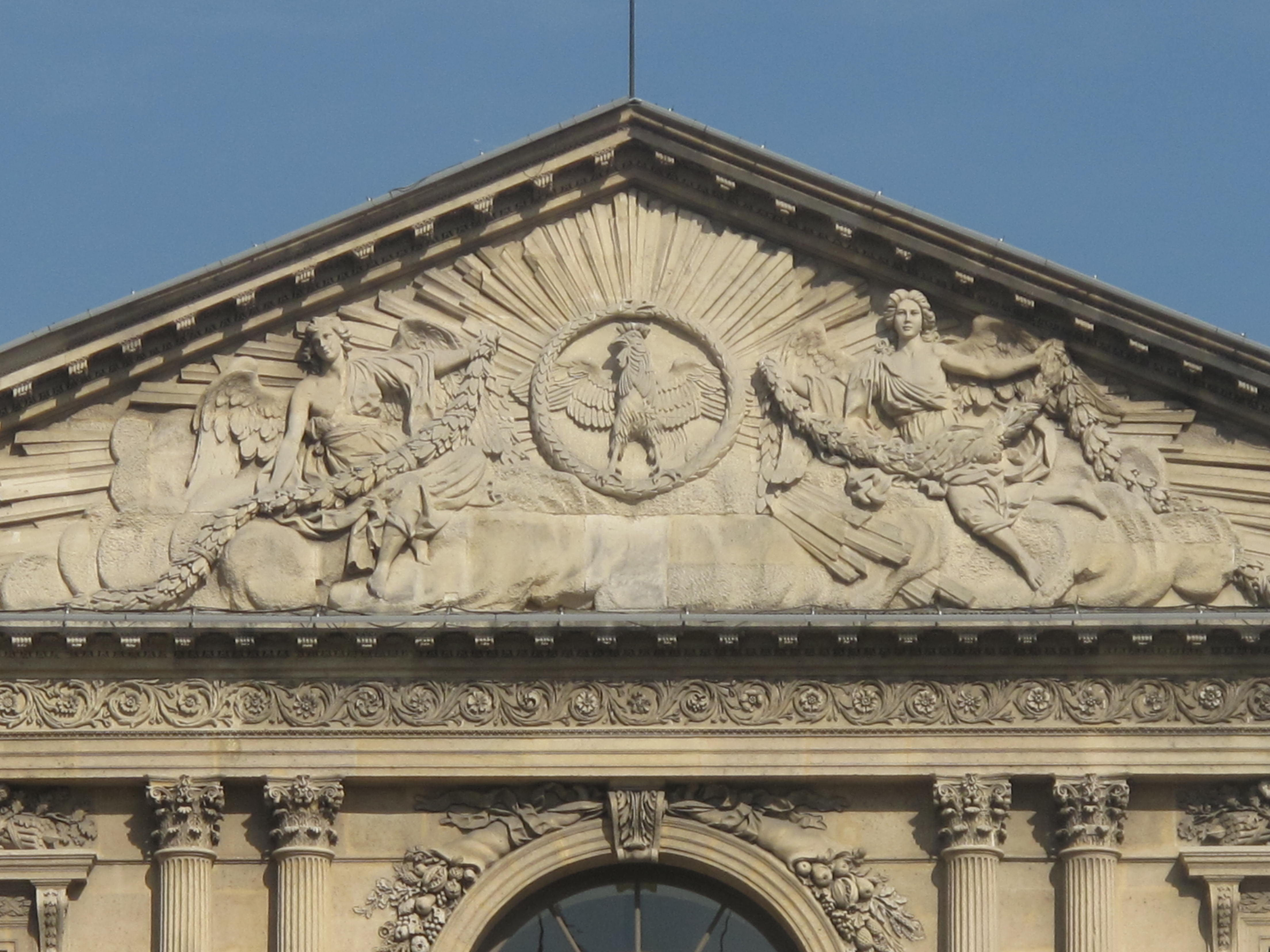
Republikánský kohout na frontonu
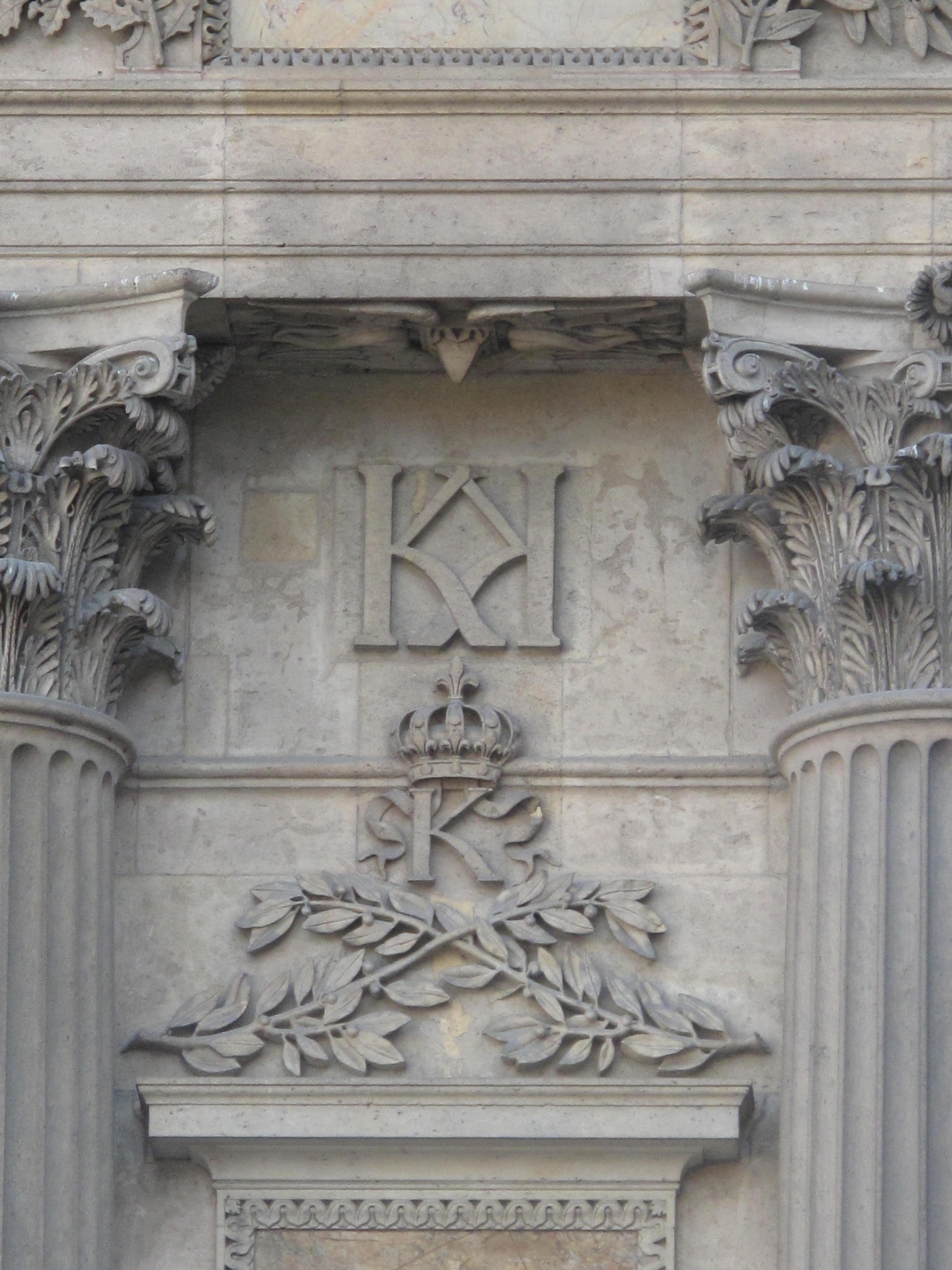
Monogram Karla IX.
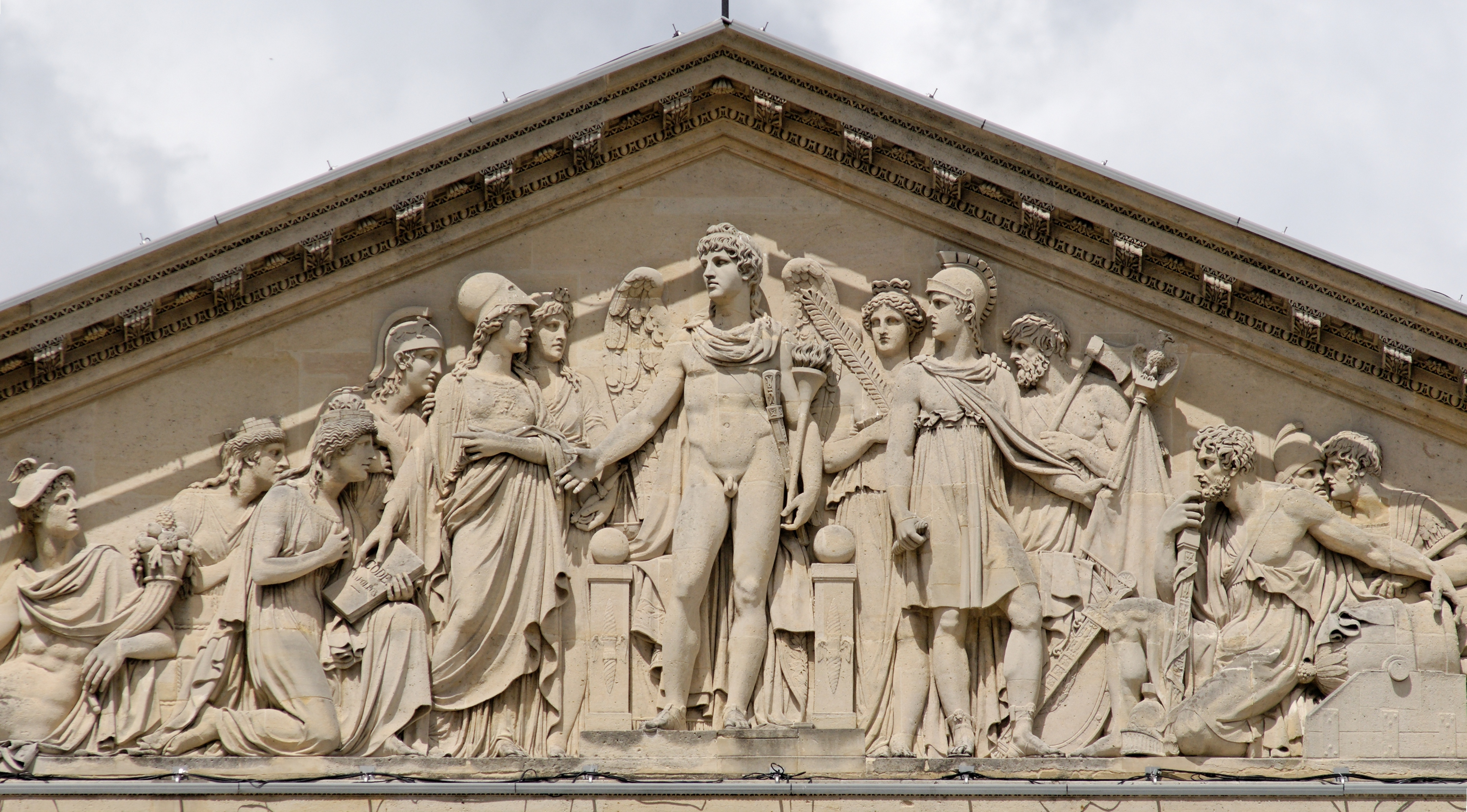
Výzdoba frontonu na severní straně